# Thesium perrieri
Thesium perrieri är en sandelträdsväxtart som beskrevs av Cavaco & Keraudr.. Thesium perrieri ingår i släktet spindelörter, och familjen sandelträdsväxter. Inga underarter finns listade i Catalogue of Life.